# Kirche Luppa (Radibor)

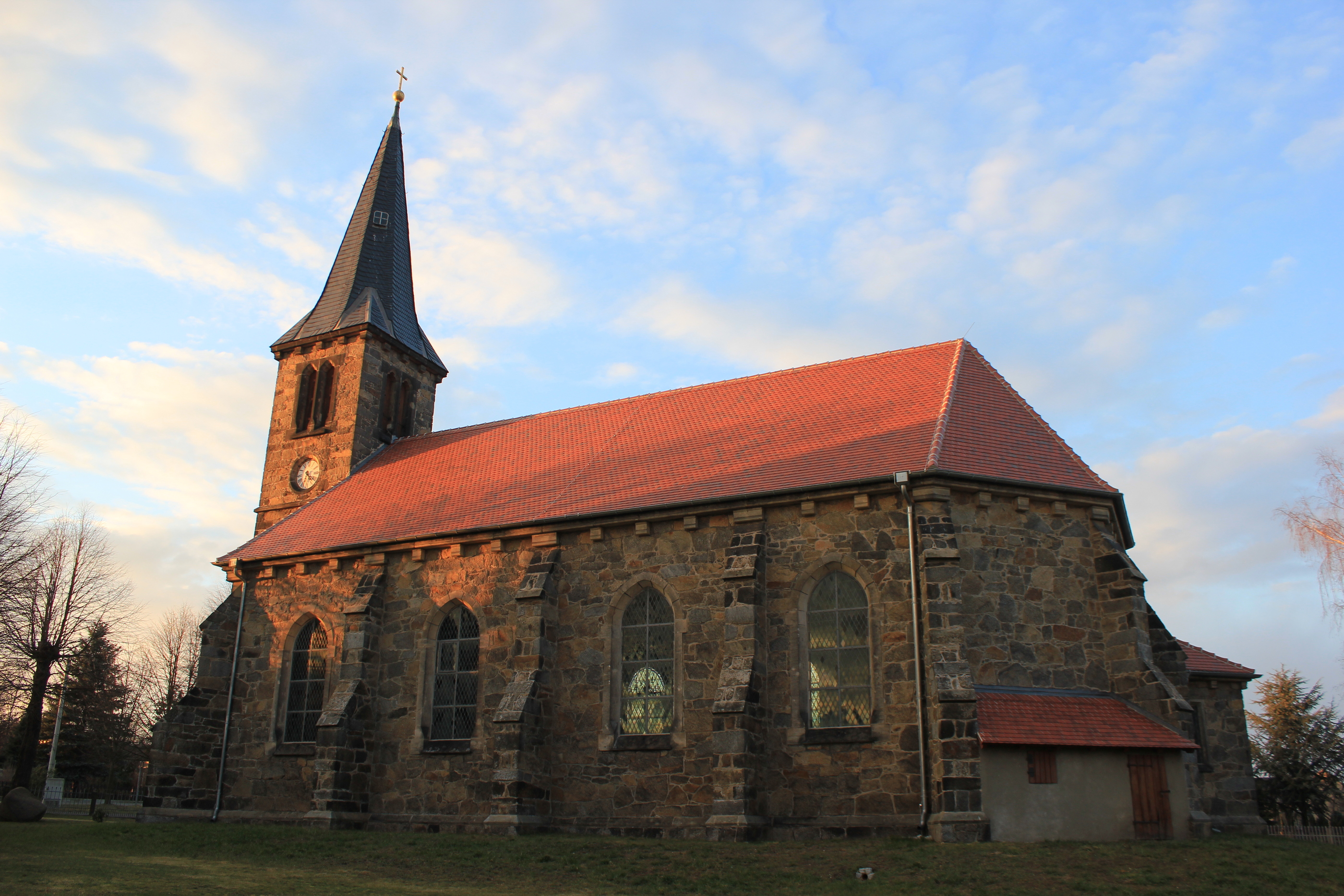
Kirche Luppa (2016)

Die Kirche Luppa (obersorbisch Łupjanska cyrkej) ist das Kirchengebäude im Ortsteil Luppa der Gemeinde Radibor im Landkreis Bautzen in der sächsischen Oberlausitz. Es gehört der Kirchengemeinde Milkel-Luppa im Kirchenbezirk Bautzen-Kamenz der Evangelisch-Lutherischen Landeskirche Sachsens. Die Kirche wurde in den 1870er Jahren gebaut und steht aufgrund ihrer bau- und ortsgeschichtlichen Bedeutung unter Denkmalschutz.

## Geschichte und Architektur

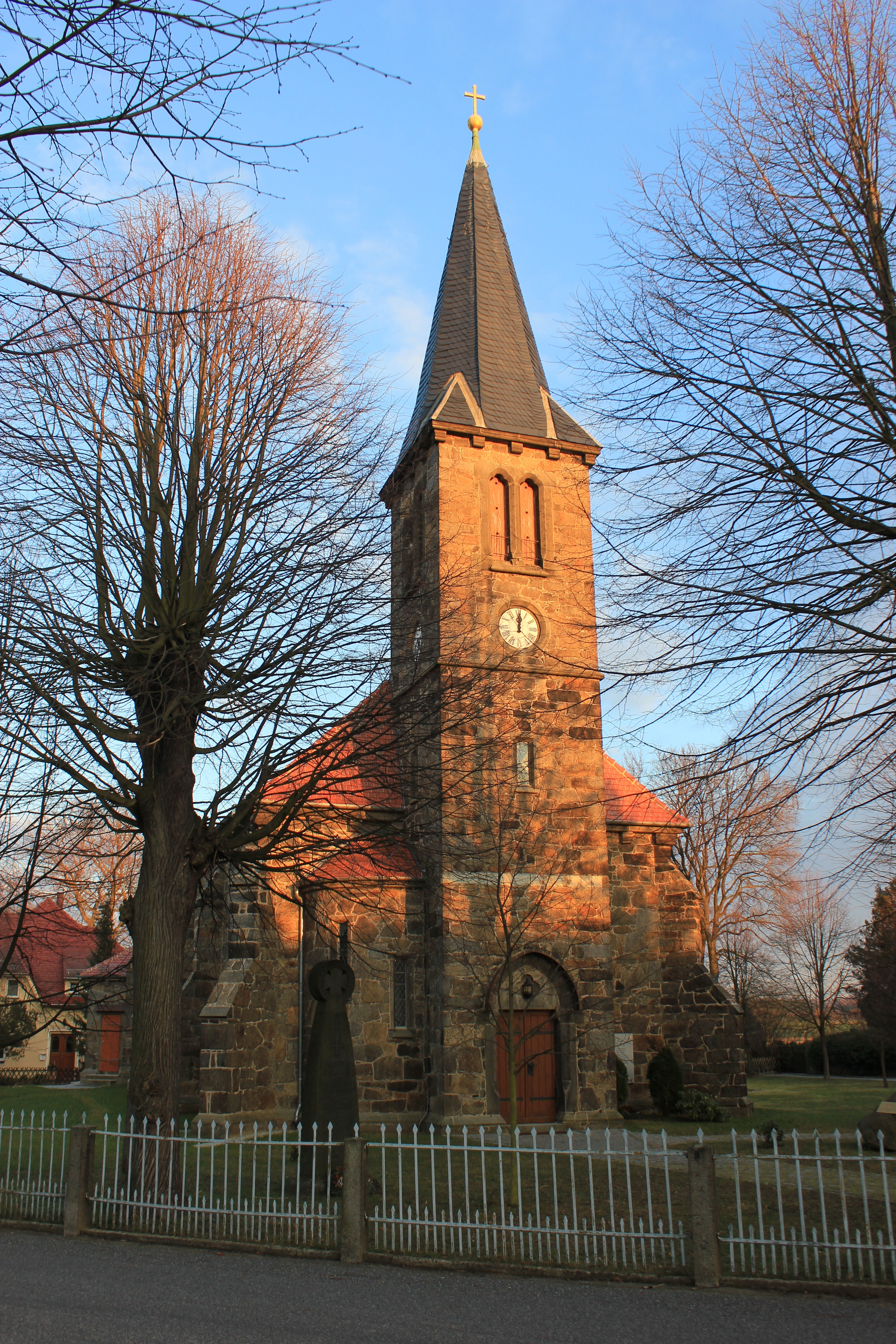
Ansicht des Turms (2016)

Die Kirche in Luppa wurde in den Jahren 1878 und 1879 für die evangelischen Einwohner der überwiegend römisch-katholischen Dörfer Luppa, Brohna, Camina, Luppedubrau, Luttowitz, Merka und Radibor gebaut. Diese evangelischen Einwohner dieser Dörfer waren zuvor nach Milkel gepfarrt, allerdings wurde die Milkeler Kirche für die Anzahl an Gottesdienstbesuchern zu klein. Die Kirche in Luppa wurde am 27. Oktober 1879 eingeweiht und blieb zunächst als Filialkirche weiterhin der Kirchengemeinde Milkel zugehörig. 1889 wurde Luppa eine eigenständige Kirchengemeinde. Gottesdienste fanden sowohl in deutscher als auch in sorbischer Sprache statt, die sorbischsprachigen Gottesdienste endeten mit der Emeritierung des Pfarrers Měrćin Fulant im Jahr 1981. Etwa um diese Zeit wurde Luppa wieder mit der Kirchengemeinde Milkel zusammengeschlossen. 2014 wurde das Dach der Kirche neu gedeckt.
Die Kirche ist ein Bau aus Bruchsteinmauerwerk im neugotischen Stil. Sie hat einen Dreiachtelschluss mit Satteldach und einen eingezogenen quadratischen Westturm. Das Kirchenschiff ist mit Strebepfeilern besetzt und hat Spitzbogenfenster. An der nordöstlichen Ecke des Ostschlusses ist eine eingeschossige Sakristei angebaut. Der Westturm hat ein spitzbogiges Eingangsportal mit einer rechteckigen zweiflügeligen Tür; auf Höhe des Glockengeschosses wird er durch ein Gesims gegliedert. Darüber liegen die Turmuhr und paarweise angeordnete Schallöffnungen; abgeschlossen wird der Turm mit einem Helmdach mit Turmkugel. Im Norden wird der Turm durch einen halbrunden Treppenturm flankiert.
Der Innenraum ist vierjochig und wird von einem Kreuzgratgewölbe überspannt. Die Gewölberippen sind ziegelfarbig gefasst. An der Westwand steht eine hölzerne Orgelempore, dort befindet sich eine im Jahr 1880 gebaute Orgel der Firma Hermann Eule Orgelbau aus Bautzen.